# Wommersom
Wommersom is een dorp in de Belgische provincie Vlaams-Brabant en een deelgemeente van Linter. Wommersom was een zelfstandige gemeente tot aan de gemeentelijke herindeling van 1977.

## Toponymie
In de opsomming van de kerken van de dekenij Zoutleeuw in 1139 komt Wommersom voor de eerste keer voor als Wolmersheym. Deze naam gaat terug op de Germaanse samenstelling Wolamaeris haima, wat te vertalen valt als "woning van Wolamaer".

## Geschiedenis
In het dorp zijn verscheidene archeologische vondsten gedaan, zelfs uit de Bandkeramische periode.
Vóór de aanleg van de steenweg in 1733 was de nabije Romeinse heerbaan (Bavay-Tongeren-Keulen) de voornaamste verbindingsweg.

### Heksenvervolging
Hoewel de heksenvervolging in Vlaams-Brabant minder bloedig was dan in Waals-Brabant of in de Westhoek, was Wommersom een uitzondering. Drie vrouwen werden er slachtoffer van de heksenwaan. Catlyn Coninckx en Catlyn Fiermoing werden in 1627 in Wommersom-Walsbergen levend verbrand, de voortvluchtige Anna van Ranst werd gefolterd en stierf in de gevangenis van Mechelen in 1638.

## Geografie
Het dorp ligt een kilometer ten noorden van de steenweg Tienen–Sint-Truiden (N3), op de grens van het Hageland en Haspengouw. 
Taalkundig bevindt Wommersom zich op een boogscheut van de Nederlands-Franse taalgrens en dialectaal ten oosten van de zogenaamde Uerdinger linie (de isoglosse die de ich-mich-dialecten van de ik-mij-dialecten scheidt).

## Bezienswaardigheden
- Op het grensgebied met Hakendover liggen een paar grote kloosterhoeves (Beenshoeve en Bosschellen).
- De huidige Sint-Quintinuskerk dateert van begin 20e eeuw.
- Het Kasteel van Wommersom

## Natuur en landschap
Wommersom ligt in Haspengouw en het Hageland op een hoogte va n 30-64 meter. De Grote Gete stroomt langs Wommersom.
Een belangrijk natuurgebied is het Wissebos, een moerassiggebied waarbij de dichteres Julia Tulkens woonde.

## Demografische ontwikkeling
- Bronnen:NIS, Opm:1831 tot en met 1970=volkstellingen; 1976 = inwoneraantal op 31 december

## Kwartsiet van Wommersom
In het Mesolithicum, de Midden Steentijd (12000 tot 10000 jaar geleden), werden werktuigen en wapens vooral van vuursteen gemaakt maar ook van twee andere steensoorten, kwartsiet van Wommersom en kwartsiet van Tienen. Artefacten van Wommersomkwartsiet zijn goed herkenbaar: het betreft een fijn, grijs kwartsiet met hier en daar een grovere korrel. De steensoort is uitermate geschikt voor het maken van kleinere werktuigen, voor 'microlietische spitsjes'. Deze worden door paleontologen als 'gidsartefacten' gezien want dit kwartsiet werd alleen in Wommersom gevonden en alleen in het Mesolithicum voor artefacten gebruikt. Werktuigen gemaakt van dit type kwartsiet kan men dus dateren en bakenen tegelijk een economisch hinterland af. Werktuigen van Wommersomkwartsiet vonden hun verspreiding in het gebied tussen Schelde en Maas en de noordelijke Rijn. De werktuigen werden gevonden tot in het Duitse Rijnland (Arora) en in de Veluwe (Apeldoorn).

## Nabijgelegen kernen
Melkwezer, Orsmaal, Overhespen, Hakendover, Oplinter.
Deelgemeenten: Drieslinter · Melkwezer · Neerhespen · Neerlinter · Orsmaal-Gussenhoven · Overhespen · Wommersom

Belgische gemeenten · Arrondissement Leuven · Vlaams-Brabant · Vlaanderen